# Rrëshen
Rrëshen é uma cidade e município (em albanês:  bashkia) da Albânia. É a capital do distrito de Mirditë na prefeitura de Lezhë.